# Ситник альпийскочленистый
Ситник альпийскочленистый (лат. Juncus alpinoarticulatus) — вид травянистых растений рода Ситник (Juncus) семейства Ситниковые (Juncaceae).

## Ботаническое описание
Зелёные многолетние травы, с коротко ползучим дернистым корневищем. Стебли прямые, сжато-округлые, 15—50 см высотой, облиственные, у основания со светло-бурыми, почти безлистными влагалищами. Листья сплюснуто-округлые, неясно членистые, короче стебля, с округлыми ушками до 1,5 мм длиной.
Соцветие сложное, зонтиковидно-метельчатое, с торчащими косо вверх веточками, со слабо выраженным, коротким прицветным листом. Цветки 2,5—3 мм длиной (без коробочки), собранные пучками по 3—8, бледные, каштановые или чёрно-бурые; прицветники яйцевидные, острые, плёнчатые или ржавые, достигающие половины околоцветника. Листочки околоцветника равные, яйцевидные или продолговато-яйцевидные, с перепончатым краем, тупые, но наружные при этом с коротким шипиком. Тычинок 6, до 1,5 мм длиной, пыльники почти равные нити, белые, продолговатые. Коробочка трёхгранная, продолговато-яйцевидная или яйцевидная, тупая, каштановая или чёрно-бурая, 2,8—3,5 мм длиной, несколько длиннее листочков околоцветника, с коротким носиком. Семена каштановые, 0,4—0,7 мм длиной, продолговато-яйцевидные, сетчатые. Цветение и плодоношение в июне—июле.

## Распространение и экология
Европа, Северная, Юго-Западная и Центральная Азия, Северная Америка. Сырые луга, дороги, берега, пески.